# 아이웨이웨이
아이웨이웨이(중국어: 艾未未, 한자음: 애미미, 1957년 5월 18일 ~ )은 중화인민공화국 출신의 건축가 겸 예술가 겸 독립 큐레이터이다. 그는 2008년 하계 올림픽의 주경기장인 베이징 국립 경기장의 예술 컨설턴트이기도 하다. 헤르초크 & 드 뫼롱과 협업하여 베이징 국립 경기장을 설계하였다.
그의 아버지는 유명한 시인인 아이칭(艾青, 애청)이다.

## 생애
1978년 아이웨이웨이는 베이징 영화 대학에 입학하였으며 현재 유명한 감독이 된 천카이거, 장이머우 등과 함께 공부하였다. 1979년 아방가르드 아트 그룹인 "스타즈"(Stars)를 결성하였다. 그는 1981년부터 1993년까지 미국에 거주하면서 행위예술을 하였고 기성품 사물을 변형하여 개념 미술 작품을 창작하였다. 1993년 그의 아버지가 병환으로 눕자 다시 중국으로 돌아왔다. 베이징에서 그는 실험 예술가들의 "이스트 빌리지"를 만드는 데 조력을 하였으며 젊은 예술가들을 다룬 세 권의 책 시리즈를 출판하였다. 그 책들의 이름은 다음과 같다: 〈Black Cover Book〉 (1994년), 〈White Cover Book〉 (1995년), 〈Gray Cover Book〉 (1997년).
이후로, 그는 중앙 집권 체제, 중국의 문화사, 현대성 부정(contradictions of modernity) 등에 관한 혁신적인(iconoclastic) 작품을 만들어 나갔다. 그의 작품들은 미국, 벨기에, 이탈리아, 프랑스, 오스트레일리아, 중국, 대한민국, 일본 등지에서 전시되었다. 그의 작품은 1999년 이탈리아에서 열린 "48회 베니스 비엔날레", 2002년 중국에서 열린 "퍼스트 광저우 트리에니얼", 2006년 시드니에서 열린 "존스 오브 콘택트: 2006 비엔날레 오브 시드니" 등에서도 전시되었다. 도큐멘타 12에서도 전시되었다.
2008년 즈음부터 중국의 사회문제를 고발하는 활동을 해오다가 2010년 11월 자택연금에 처해졌다. 2011년 베이징의 국제공항에서 출국심사 중에 연행되어 연락이 두절되었고 이후 탈세 혐의로 체포되었다고 발표되었다. 이에 국제 앰네스티 등은 이를 정치적인 탄압으로 규탄하였다. 아이웨이웨이는 동년 6월 보석받은 이후 거액의 추징금이 물어졌다.
2015년 7월에 독일로 출국하여 베를린에 머무르다가 2019년부터는 영국에 거주하고 있다. 독일 출국 이전 영국에 비자를 신청하였으나 범죄 경력을 제시하지 않았다는 이유로 거부되어 인권단체에서 비난이 있었다.

## 독립 큐레이터 활동
독립 큐레이터로서, 그의 주요 전시회는 다음과 같다:
- 퍽 오프(Fuck Off) (독립 큐레이터인 펑보이와 함께 공동 큐레이터로서 일함.) - 2000년 중국 상하이.

## 같이 보기
- 웨이웨이캠